# Marius Koolhaas

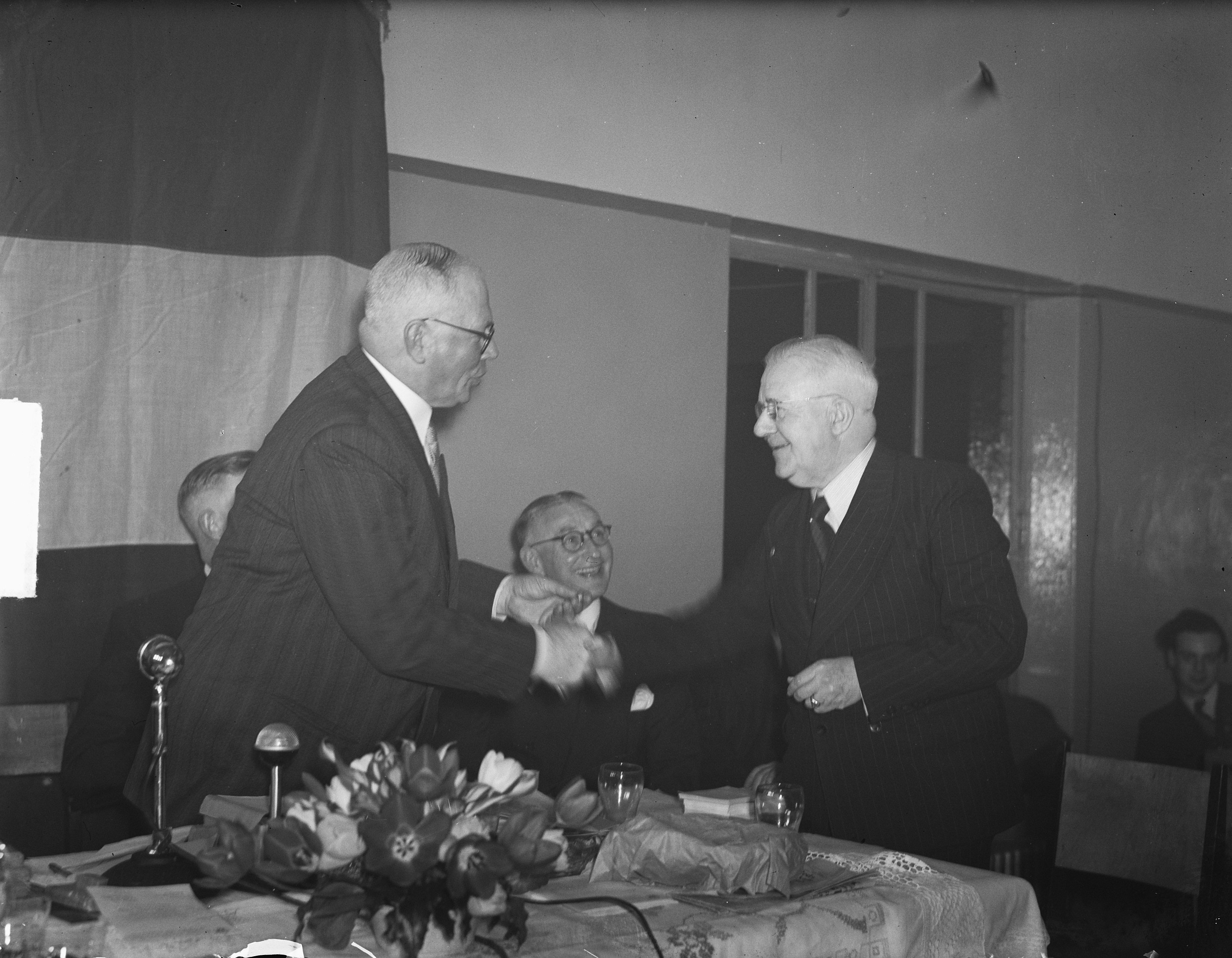
Koolhaas, samen met Willem Egeman tijdens 50-jarig jubileum vergadering.

Marius Jan Koolhaas (Waardenburg, 3 mei 1887 – Amstelveen, 5 november 1975) was een Nederlands sportbestuurder, vooral bekend als de langstzittende voorzitter van de Amsterdamse voetbalclub AFC Ajax, een functie die hij bekleedde van 1932 tot 1956. 

## Vroege betrokkenheid bij Ajax
Koolhaas begon zijn bestuurlijke loopbaan bij Ajax in 1915 als secretaris van de elftalcommissie. In 1916 werd hij benoemd tot tweede secretaris van het bestuur, een rol die hij tot 1926 vervulde. Vervolgens diende hij als secretaris van de club van 1926 tot 1932.

## Voorzitterschap (1932–1956)
In 1932 werd Koolhaas benoemd tot voorzitter van Ajax. Tijdens zijn 24-jarige voorzitterschap leidde hij de club door zowel uitdagende als succesvolle periodes, waaronder de Tweede Wereldoorlog. Onder zijn leiding behaalde Ajax meerdere landstitels en groeide de club uit tot een van de topclubs in Nederland.
Een van de initiatieven onder Koolhaas' voorzitterschap was de oprichting van de zogenaamde "Bordjesclub" in 1937. Leden die 25 of 40 jaar lid waren van Ajax ontvingen een speciaal bordje als blijk van waardering.

## Latere jaren en nalatenschap
Koolhaas trad in 1956 terug als voorzitter en werd opgevolgd door Wim Volkers. Zijn kleinkinderen, Peter en Rolien, hebben herinneringen aan hun grootvader gedeeld en benadrukten zijn toewijding aan de club.